# Scrondo
Lo Scrondo è un personaggio televisivo italiano degli anni ottanta interpretato dall'attore Ilvano Spano.
Dall'accento romanesco, rappresentava il marcio della televisione italiana. Apparve inizialmente sulla rivista Tutti frutti, figlia dell'opera di Stefano Disegni e Massimo Caviglia. Era famoso per il suo comportamento volgarmente comico e faceva il verso a personaggi celebri come Pippo Baudo e Giulio Andreotti.
Apparve anche sui primi numeri di Cattivik, nell'inserto comico Carta sprecata, sempre di Disegni e Caviglia, e nelle trasmissioni Matrjoska e L'araba fenice, entrambe trasmesse da Italia 1 (la colonna sonora delle avventure dello Scrondo era di Vito Abbonato).